# Pedro Fré
Dom Pedro Fré, C.Ss.R. (Cerquilho, 30 de agosto de 1924 — Aparecida, 3 de abril de 2014) foi um bispo católico brasileiro, e Bispo Emérito de Barretos.

## Biografia
Nasceu em Cerquilho, São Paulo, quando esta ainda era distrito do município de Tietê, filho de Anna Luvizotto e Andrea Fré.
Em 7 de abril de 1938, aos treze anos, entrou para o Seminário Redentorista Santo Afonso, em Aparecida, São Paulo. Fez seu noviciado em Pindamonhangaba, durante o ano de 1945, e fez sua profissão religiosa na Congregação do Santíssimo Redentor em 2 de fevereiro de 1946.
Estudou Filosofia e Teologia no Seminário Santa Teresinha em Tietê, e nesta mesma cidade foi ordenado presbítero pelas mãos de Dom José Carlos de Aguirre, bispo de Sorocaba.
Depois de lecionar por um breve espaço de tempo nos seminários menores de Aparecida e de Pinheiro Machado, no Rio Grande do Sul, veio trabalhar na Paróquia de Aparecida de 1953 a 1970, onde foi pároco.
Foi superior da Comunidade Religiosa do Santuário Nacional, de 1965 a 1967 e de 1979 a 1984. De 1970 a 1972 foi reitor da Igreja Nossa Senhora do Perpétuo Socorro e superior da Comunidade Religiosa, em São João da Boa Vista. De 1971 a 1979, exerceu seu ministério no exercício da pregação das Missões Populares, percorrendo diversos estados brasileiros e residindo nas comunidades redentoristas de São João Boa Vista, Tietê e Araraquara.
No dia 28 de outubro de 1985, o Papa João Paulo II o nomeou bispo de Corumbá, Mato Grosso do Sul, substituindo a Dom Vitório Pavanello, SDB, que fora nomeado arcebispo coadjutor da Arquidiocese de Campo Grande. Sua ordenação episcopal ocorreu em 5 de janeiro de 1986, na Basílica de Aparecida, por Dom Carlo Furno, então núncio apostólico, auxiliado por Dom Geraldo Maria de Morais Penido, arcebispo de Aparecida, e por Dom Ladislau Paz, SDB, bispo-emérito de Corumbá. Três anos depois, foi transferido para a Diocese de Barretos, onde substituiu a Dom Antônio Maria Mucciolo, nomeado arcebispo de Botucatu.
Permaneceu à frente daquela diocese por onze anos. Em 20 de dezembro de 2000, o papa João Paulo II aceitou sua renúncia por atingir a idade limite recomendada. A partir daí, residiu nas comunidades redentoristas de Santa Teresinha, em Tietê, e no Convento do Santuário Nacional, em Aparecida.
Em 2010, dom Pedro passou por cirurgia de hérnia. Padecendo de problemas cardíacos, Dom Pedro Fré faleceu aos 89 anos, na madrugada do dia 3 de abril de 2014, em Aparecida.

## Ordenações

### Ordenações presbíteros
- Darci José Nicioli, C.Ss.R. (1986)

### Ordenações episcopais
Dom Pedro foi co-consagrante na ordenação episcopal de dois colegas redentoristas:
- Francisco Batistela, C.Ss.R. (1990)
- Darci José Nicioli, C.Ss.R. (2013)